# Episodi di Baretta (quarta stagione)
La quarta e ultima stagione della serie televisiva Baretta, composta da 24 episodi. è stata trasmessa negli Stati Uniti dal 28 settembre 1977 al 18 maggio 1978 su ABC. In Italia è stata trasmessa su Canale 5 nel 1986.
| nº | Titolo originale           | Titolo italiano                    | Prima TV USA      | Prima TV Italia |
| -- | -------------------------- | ---------------------------------- | ----------------- | --------------- |
| 1  | New Girl in Town           | Una nuova ragazza in città         | 28 settembre 1977 | 1986            |
| 2  | Somebody Killed Cock Robin | Qualcuno ha assassinato Cock Robin | 5 ottobre 1977    | 1986            |
| 3  | All That Shatters          | Tutto ciò che si distrugge         | 19 ottobre 1977   | 1986            |
| 4  | The Sky Is Falling         | Caduta dal cielo                   | 26 ottobre 1977   | 1986            |
| 5  | It's Hard But It's Fair    | Dificile ma giusto                 | 2 novembre 1977   | 1986            |
| 6  | Buddy                      | Amico caro                         | 16 novembre 1977  | 1986            |
| 7  | Por Nada                   | Por Nada                           | 23 novembre 1977  | 1986            |
| 8  | Make the Sun Shine         | Il sole splende                    | 30 novembre 1977  | 1986            |
| 9  | Lyman P. Dokker, Fed       | Lyman P. Dokker, agente federale   | 7 dicembre 1977   | 1986            |
| 10 | It Goes with the Job       | Fá il tuo lavoro                   | 21 dicembre 1977  | 1986            |
| 11 | Hot Horse                  | Cavallo caldo                      | 4 gennaio 1978    | 1986            |
| 12 | Why Me?                    | Perché io?                         | 11 gennaio 1978   | 1986            |
| 13 | I'll Take You to Lunch     | Negoziazione al ristorante         | 18 gennaio 1978   | 1986            |
| 14 | It's a Boy                 | È un maschio                       | 2 febbraio 1978   | 1986            |
| 15 | Just for Laughs            | Solo per ridere                    | 9 febbraio 1978   | 1986            |
| 16 | The Marker                 | Il marcatore                       | 16 febbraio 1978  | 1986            |
| 17 | The Stone Conspiracy       | La cospirazione di pietra          | 23 febbraio 1978  | 1986            |
| 18 | The Appointment            | L'appuntamento                     | 9 marzo 1978      | 1986            |
| 19 | Woman Trouble              | Problemi femminili                 | 23 marzo 1978     | 1986            |
| 20 | The Gadjo                  | Il Gajo                            | 30 marzo 1978     | 1986            |
| 21 | Barney                     | Barney                             | 6 aprile 1978     | 1986            |
| 22 | The Dream                  | Il sogno                           | 4 maggio 1978     | 1986            |
| 23 | The Snake Chaser           | Il cacciatore di serpenti          | 11 maggio 1978    | 1986            |
| 24 | The Bundle                 | Il pacco                           | 18 maggio 1978    | 1986            |

## Una nuova ragazza in città
- Titolo originale: New Girl in Town
- Diretto da: Paul Stanley
- Scritto da: E. Nick Alexander

### Trama
Baretta, dopo aver fallito tante relazioni, incontra un'altra donna, Kelly. Baretta però è sulle tracce di un sicario della mafia.

## Qualcuno ha ucciso Cock Robin
- Titolo originale: Somebody Killed Cock Robin
- Diretto da: Reza Badiyi
- Scritto da: Rick Kelbaugh

### Trama
Baretta è rimasto basito quando un uomo accusato di omicidio viene rilasciato a causa delle prove insufficienti.

## Tutto ciò che si distrugge
- Titolo originale: All That Shatters
- Diretto da: Don Medford
- Scritto da: Sidney Ellis, Rift Fournier e Ed Waters

### Trama
Baretta cerca prove su alcuni veterani di guerra accusati del tentato omicidio di un uomo disabile.

## Caduta dal cielo
- Titolo originale: The Sky Is Falling
- Diretto da: Don Medford
- Scritto da: Richard M. Bluel e Pat Fielder

### Trama
Baretta cerca di salvare un adolescente inseguito dopo aver assistito all'omicidio di un amico.

## Difficile ma giusto
- Titolo originale: It's Hard But It's Fair
- Diretto da: Jeannot Swzarc
- Scritto da: Les Carter

### Trama
Baretta si finge l'allenatore dell'ex campione di pugile per incastrare uno spacciatore di eroina.

## Amico caro
- Titolo originale: Buddy
- Diretto da: Paul Stanley
- Scritto da: Richard M. Bluel e Pat Fielder

### Trama
Baretta mette a rischio la sua carriera dando rifugio ad un adolescente disabile accusato ingiustamente di omicidio.

## Por Nada
- Titolo originale: Por Nada
- Diretto da: Reza Badiyi
- Scritto da: Chris Lucky e Miguel Piñero

### Trama
Baretta indaga sull'aggressione al capo di una banda di strada e sull'omicidio della sua ragazza, e crede che ci sia una guerra tra bande rivali.

## Il sole splende
- Titolo originale: Make the Sun Shine
- Diretto da: Don Medford
- Scritto da: Robert Crais

### Trama
Baretta è preoccupato per un anziano affetto da amnesia mentre sta indagando su una serie di morti per overdose.

## Lyman P. Dokker, agente speciale
- Titolo originale: Lyman P. Dokker, Fed
- Diretto da: Burt Brinckerhoff
- Scritto da: Alan J. Levitt

### Trama
Baretta lavora con un esperto informatico dell'FBI in un caso riguardante ad una serie di furti che coinvolge smeraldi rubati che appartenevano ad uno sceicco, e finiscono per indagare sull'omicidio di un principe coinvolto in una relazione con una ballerina del ventre ingannevole.

## Fà il tuo lavoro
- Titolo originale: It Goes with the Job
- Diretto da: Reza Badiyi
- Scritto da: Robert Crais

### Trama
Baretta fa un lungo esame di coscienza dopo aver ferito un ragazzo, ma lo stesso Baretta viene preso di mira da uno dei rapinatori scappati.

## Cavallo caldo
- Titolo originale: Hot Horse
- Diretto da: Don Medford
- Scritto da: Arnold Horwitt e Joshua Shelley

### Trama
Baretta indaga sul perché i suoi due vicini di casa hanno rubato un cavallo da corsa da un milione di dollari al ladro che lo aveva preso.

## Perché io?
- Titolo originale: Why Me?
- Diretto da: Robert Douglas
- Scritto da: Sidney Ellis, Alan Godfrey e Ed Waters

### Trama
Baretta indaga sul tentato omicidio di una donna, ma quest'ultima ostacola le sue indagini sulla rapina e sull'omicidio che ha assistito.

## Negoziazione al ristorante
- Titolo originale: I'll Take You to Lunch
- Diretto da: Don Medford
- Scritto da: E. Nick Alexander

### Trama
Baretta è sconvolto quando un suo amico Billy è uno degli ostaggi della taverna, e cerca di negoziare un accordo tra loro e uno sceriffo che non è disposto a concedere nulla a causa della sua situazione politica.

## È un maschio
- Titolo originale: It's a Boy
- Diretto da: Paul Stanley
- Scritto da: Les Carter e Warren J. Worthen

### Trama
Baretta vuole sposare una sua ex dopo che si è presentata con un bambino che porta il suo nome, ma Baretta scopre che è una pedina in una lotta di potere tra mafiosi.

## Solo per ridere
- Titolo originale: Just for Laughs
- Diretto da: Reza Badiyi
- Scritto da: Sian Barbara Allen

### Trama
Baretta viene in aiuto di un ex comico che cerca di tornare alla ribalta, dopo che ha subito diversi attentati.

## Il marcatore
- Titolo originale: The Marker
- Diretto da: Don Medford
- Scritto da: E. Nick Alexander

### Trama
Baretta si trova a dover trovare un suo amico prima che esegue l'ordine di commettere un omicidio.

## La cospirazione di pietra
- Titolo originale: The Stone Conspiracy
- Diretto da: Don Medford
- Scritto da: Adrian Leeds

### Trama
Baretta scopre che un suo partner sta prendendo tangenti e il suo capo gli consente di indagare anche sugli altri agenti della squadra.

## L'appuntamento
- Titolo originale: The Appointment
- Diretto da: Bernard L. Kowalski
- Scritto da: Sidney Ellis, Arthur Bernard Lewis e Ed Waters

### Trama
Baretta indaga su una coppia criminale che ha derubato una lavanderia di proprietà di sua cugina che è costato la vita ad un agente di polizia.

## Problemi femminili
- Titolo originale: Woman Trouble
- Diretto da: Bernard L. Kowalski
- Scritto da: Robert Crais

### Trama
Baretta tenta di aiutare una ragazzina di 12 anni, scappata dall'orfanotrofio, a ritrovare il padre rilasciato sulla parola prima che rapini una gioielleria.

## Il Gajo
- Titolo originale: The Gadjo
- Diretto da: Don Medford
- Scritto da: Ray Hutcherson e Miguel Piñero

### Trama
Baretta si trova a dover indagare su un suo compagno che è stato ostracizzato dalla sua famiglia romena per essersi rifiutato di celebrare una cerimonia di espiazione dopo aver ucciso accidentalmente suo fratello minore durante una rapina.

## Barney
- Titolo originale: Barney
- Diretto da: Don Medford
- Scritto da: Richard M. Bluel e Pat Fielder

### Trama
Barney va sotto copertura come camionista per aiutare la figlia di un giornalista assassinato a inseguire i dirottatori.

## Il sogno
- Titolo originale: The Dream
- Diretto da: Reza Badiyi
- Scritto da: E. Nick Alexander

### Trama
Baretta accetta l'aiuto di una ragazza che sembra avere una conoscenza psichica del crimine.

## Il cacciatore di serpenti
- Titolo originale: The Snake Chaser
- Diretto da: Reza Badiyi
- Scritto da: Rick Kelbaugh

### Trama
Un mafioso cerca vendetta su Baretta per averlo ferito.

## Il pacco
- Titolo originale: The Bundle
- Diretto da: Don Medford
- Scritto da: Les Carter, Leonard Stadd e Toni Van Horne

### Trama
Baretta è sulle tracce di due attrici che sono scappate dopo aver assistito ad un omicidio.